# Вяртсиля
Вяртсиля (рос. Вя́ртсиля; фін. Värtsilä  ) — селище міського типу під адміністративною юрисдикцією міста республіканського значення Сортавала в Республіці Карелія, Росія, розташоване поблизу кордону з Фінляндією, за 256 кілометрів на захід від Петрозаводська, столиці республіки. За даними перепису 2010 року,  населення Вяртсилі становило 3080.

## Історія
До Другої світової війни Вяртсиля входила до складу Фінляндії.
Статус селища міського типу отримав у 1946 році. 

## Адміністративно-муніципальний статус
В рамках адміністративного поділу селище міського типу Вяртсиля підпорядковане місту республіканського значення Сортавала.  Як муніципальний поділ Вертсіля входить до складу Сортвальського муніципального району  як міське поселення Вярцільське.

## Перетин кордону
В’яртсиля – це головний прикордонний пункт пропуску на фінсько-російському кордоні (до Нійрала в Тохмаярві), який щорічно перетинає близько мільйона людей. Під час Холодної війни там час від часу відбувався обмін полоненими шпигунами.

## Туризм
Через Верцілю проходить міжнародний туристичний маршрут «Блакитне шосе». Блакитне шосе проходить через чотири країни від Му-і-Рана, Норвегія, через Швецію та Фінляндію до Пудожа в Росії.